# Filet (koronka)

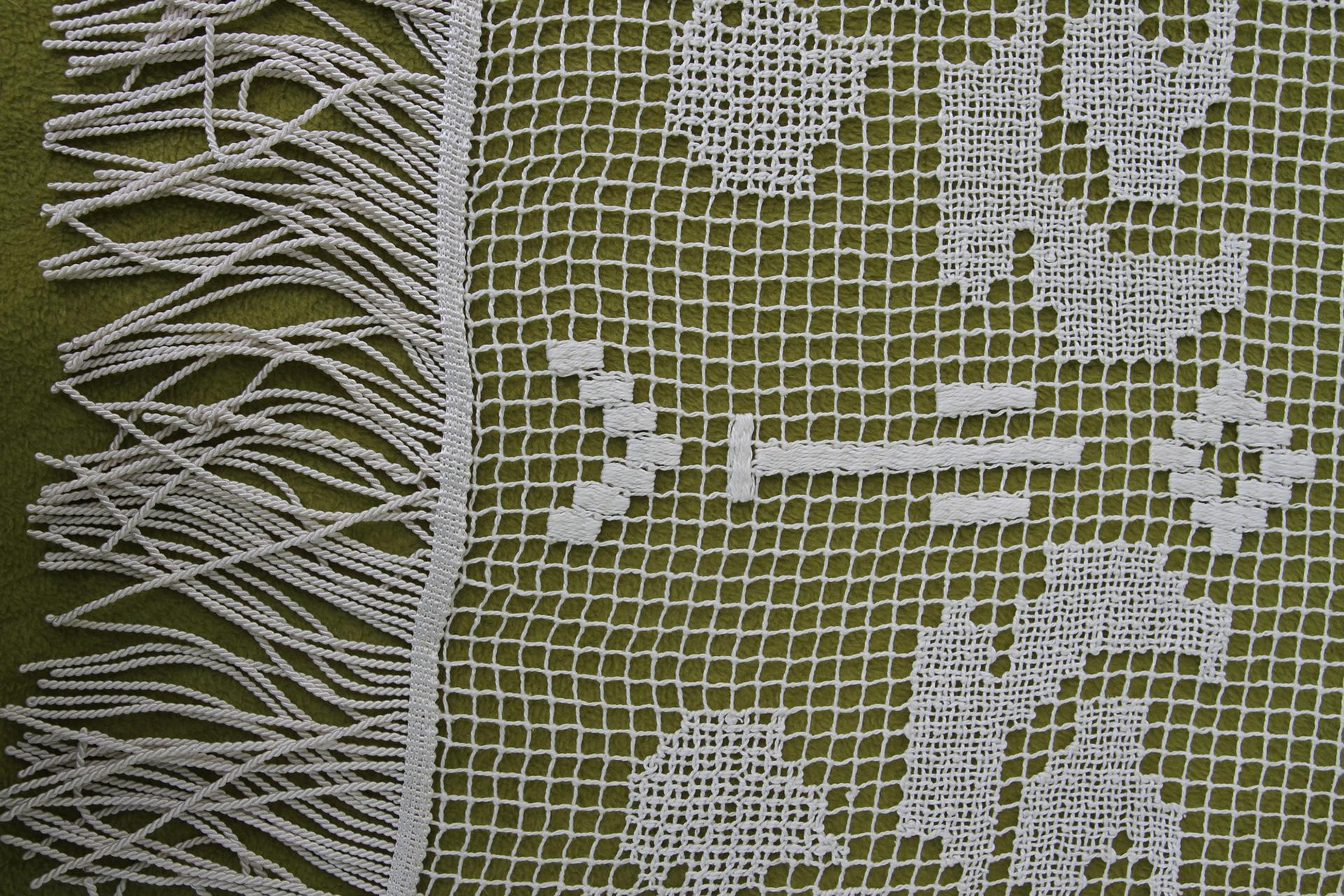
Koronka siatkowa wykończona frędzlami (wyk. Janina Centkowska).

Filet – koronka siatkowa, składająca się z pustych lub zapełnionych kwadracików, wiązana za pomocą jednego kołeczka, na której wzory wykonuje się igłą. Techniką tą wykonuje się najczęściej firanki i obrusy.